# Mintoum (Lomié)
Mintoum est une localité du Cameroun située dans la région de l'Est et le département du Haut-Nyong. Elle fait partie de l'arrondissement (commune) de Lomié.

## Population
En 1964-1965, on y a dénombre 218 habitants, principalement des Dzimou, également 105 pygmées Baka.
Lors du recensement de 2005, la localité comptait 635 habitants.